# Aristolochia minutiflora
Aristolochia minutiflora là một loài thực vật có hoa trong họ Aristolochiaceae. Loài này được Ridl. ex Gamble mô tả khoa học đầu tiên năm 1910.